# 向風見也
向 風見也（むかい ふみや、1982年 - ）は、日本のスポーツライター、コラムニスト。富山県高岡市生まれ。

## 来歴
東京都日野市に移っていた小学5年生からラグビースクールに参加、高校までラグビーを続ける。
都立狛江高校卒、高校時代はラグビー部主将を務めたことがある。
成城大学文芸学部芸術学科卒。
大学卒業後は編集プロダクション勤務を経て、2006年、ライターになる。

## 寄稿先
おもな寄稿先は以下の通り。
- ラグビーマガジン [6]
- ラグビーリパブリック [7]
- スポルティーバ [8]
- スポーツナビ [9]

## 著作
- 『ジャパンのために　日本ラグビー9人の肖像』（論創社、2011年7月）ISBN 978-4-8460-10300
- 『サンウルブズの挑戦 スーパーラグビー 闘う狼たちの記録』（双葉社、2018年3月）ISBN 978-4-5753-1347-5